# Ametropodidae
Ametropodidae is een familie van haften (Ephemeroptera).

## Geslachten
De familie Ametropodidae omvat de volgende geslachten:
- Ametropus Albarda, 1878